# Винокурово (Островский район)
Винокурово — деревня в Островском районе Псковской области. Входит в состав Воронцовской волости.
Расположена в 42 км к юго-востоку от города Остров и в 11 км к югу от волостного центра, села Воронцово.
Численность населения деревни по состоянию на 2000 год составляет 15 жителей.